# 衛東吳
衛東吳（1520年—？），字叔京，河南南陽府裕州葉縣人，明朝政治人物。

## 生平
嘉靖二十二年（1543年）癸卯科河南鄉試第七十七名舉人。嘉靖二十九年（1550年）中式庚戌科會試第一百十六名，三甲第六十四名進士。嘉靖三十年（1551年）任山西高平縣知縣。調山東寿光县知县。

## 家族
曾祖衛頊，知縣 贈南京太僕寺丞；祖父衛鉞，歲貢生 贈工科給事中 加贈南京太僕寺卿；父衛道，南京刑部右侍郎。母焦氏（封淑人）。具庆下。